# بيني ويرثنر
بيني كريستين ويرثنر-بالات  (ولدت في 5 يوليو 1951 في أوتاوا، أونتاريو ) هي لاعبة متقاعدة في سباقات المضمار والميدان الرياضي ، ومثلت كندا في دورة الألعاب الاولمبية الصيفية 1976 في 1500 متر للسيدات. وحصلت على الميدالية البرونزية في سباق 800 متر للسيدات في دورة ألعاب بان امريكان عام 1971 في كالي بكولومبيا ، وتلتها برونزية في سباق 1500 متر عام 1979.
بيني ويرتنر ، متزوجة من جون باليس ، رئيس رابطة التدريب في كندا.

## روابط خارجية
- بيني ويرثنر على موقع الاتحاد الدولي لألعاب القوى (الإنجليزية)
- بيني ويرثنر على موقع أوليمبيديا (الإنجليزية)
- بيني ويرثنر على موقع اتحاد ألعاب الكومنولث (مؤرشف) (الإنجليزية)